# Acacinae
Acacinae – niewielka podrodzina kosarzy z podrzędu Laniatores i rodziny Assamiidae zawierająca 4 opisane gatunki.

## Występowanie
Kosarze te występują w środkowo-wschodniej Afryce.

## Systematyka
Podrodzina zawiera 4 gatunki zgrupowane w 2 rodzaje:
Rodzaj: Acaca Roewer, 1935
- Acaca albatra Roewer, 1935
- Acaca liobuniformis (Caporiacco, 1949)

Rodzaj: Acanthacaca Roewer, 1952
- Acanthacaca katumbea Roewer, 1961
- Acanthacaca upembensis Roewer, 1952